# Luchtsteun

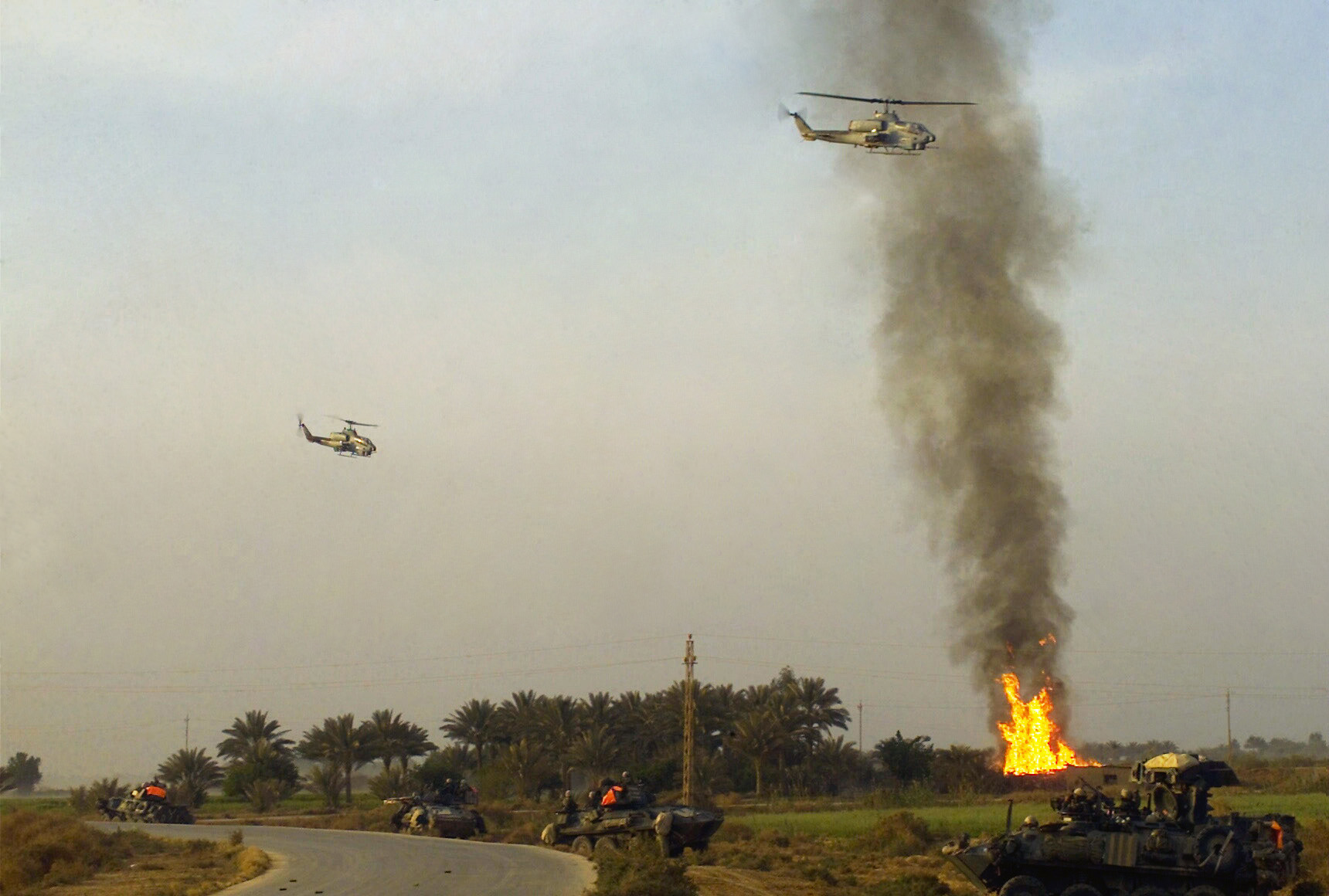
Luchtsteun door middel van gevechtshelikopters

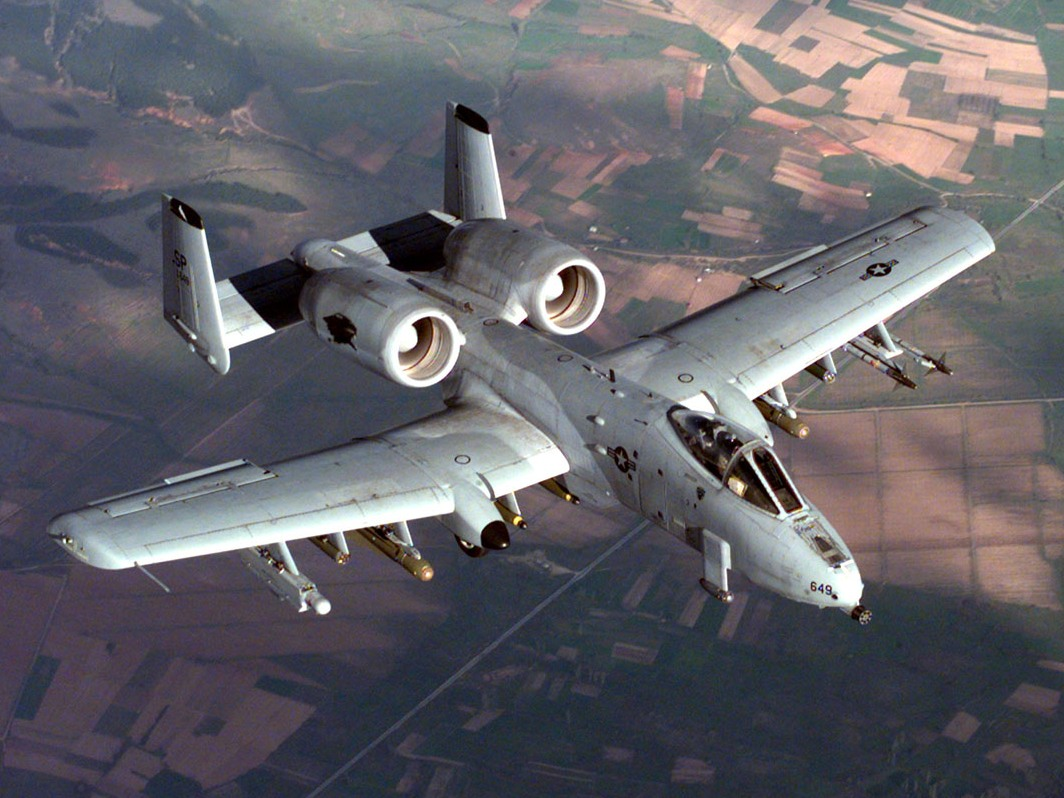
Voor luchtsteun tegen Russische tanks in Europa werd de Amerikaanse A-10 Thunderbolt II ontwikkeld. Het toestel werd grootschalig ingezet op de slagvelden van de Golfoorlog

Luchtsteun (Engels: close air support, afgekort CAS) is de ondersteuning van de eigen grondtroepen met luchtaanvallen op vijandelijke posities op de grond.
Luchtsteun wordt aangevraagd door en dient ter ondersteuning van de eigen grondtroepen die zich in hetzelfde gebied bevinden. Hierdoor krijgen zij dan de mogelijkheid om:
- naar de aangevallen vijandelijke positie op te rukken voor een grondaanval ter verovering van die positie;
- zich uit een gevaarlijk gebied terug te trekken en te verzamelen op een positie van waaruit een betere verdediging mogelijk is.

Luchtsteunoperaties zijn er primair op gericht om plaatselijk zo veel mogelijk vijandelijk personeel uit te schakelen om de eigen grondtroepen betere operationele opties te bieden. De manier waarop de luchtsteun wordt uitgevoerd, hangt grotendeels af van de geografische omstandigheden in de regio waarin het conflict zich afspeelt. Zo werden in de Tweede Wereldoorlog door jachtvliegtuigen speciale luchtsteunmissies gevlogen waarbij alle vijandelijke stellingen die men onderweg tegenkwam met mitrailleurs en raketten werden beschoten. 
In de oorlog in Vietnam werden luchtsteunmissies echter gevlogen door jachtbommenwerpers die posities op de grond met napalm bombardeerden. Deze methode was weinig effectief maar de enige mogelijkheid; de dichtbegroeide jungle ontnam namelijk ieder zicht op vijandelijke troepen.    
In  de Golfoorlog en in Afghanistan (beide in uitgestrekte overzichtelijke gebieden) bleek de gevechtshelikopter voor luchtsteun uitstekend geschikt te zijn.